# البيض لا يستطيعون القفز
البيض لا يستطيعون القفز (بالإنجليزية: White Men Can't Jump)‏ هو فيلم كوميدي رياضي أمريكي من إخراج رون شيلتون وبطولة ويسلي سنايبس، وودي هارلسون وروزي بيريز، صدر الفيلم في 27 مارس 1992.

## روابط خارجية
البيض لا يستطيعون القفز على موقع IMDb (الإنجليزية)
- البيض لا يستطيعون القفز على موقع ميتاكريتيك (الإنجليزية)
- البيض لا يستطيعون القفز على موقع روتن توميتوز (الإنجليزية)
- البيض لا يستطيعون القفز على موقع نتفليكس (الإنجليزية)
- البيض لا يستطيعون القفز على موقع قاعدة بيانات الأفلام العربية
- البيض لا يستطيعون القفز على موقع ألو سيني (الفرنسية)
- البيض لا يستطيعون القفز على موقع Turner Classic Movies (الإنجليزية)
- البيض لا يستطيعون القفز على موقع أول موفي (الإنجليزية)
- البيض لا يستطيعون القفز على موقع بوكس أوفيس موجو (الإنجليزية)
- البيض لا يستطيعون القفز على موقع فيلمافينيتي (الإسبانية)